# Baren
Baren var en reality tv-serie på TV3 der blev sendt i to sæsoner i hhv. 2001 og 2002. Serien blev produceret af Strix Television.
Seriens koncept er at en gruppe mennesker arbejder i en bar og med mellemrum stemmes en person ud og den sidste person vinder en pengepræmie. formatet blev første sendt på svensk tv i 2000. Fra 2001 er det blevet sendt i en lang række lande, bl.a. Polen og Holland.

## Sæson 1
Præmie: 500.000 kr.
Vinder: Erkan Kilic
Sted: Axeltorv, København

## Sæson 2
Præmie: 500.000 kr.
Vinder: Noel Johansen
Sted: Nyhavn, København